# Jiří Adam II. Bořita z Martinic
Jiří Adam II. hrabě z Martinic (1645 – 24. července 1714 Praha) byl český šlechtic z rodu Martiniců. Uplatnil se jako diplomat ve službách Habsburků, byl vyslancem v Anglii, Portugalsku, Polsku a několik let velvyslancem ve Vatikánu (1695–1700). Poté zastával vysoké funkce u císařského dvora ve Vídni, kde byl nejvyšším dvorským maršálkem (Obersthofmarschall). Nakonec byl krátce místokrálem v Neapoli a získal Řád zlatého rouna. Mimoto byl aktivním stavebníkem a mecenášem na svých českých statcích (Smečno). Je pohřben v Martinické kapli katedrály sv. Víta v Praze.

## Diplomatická kariéra

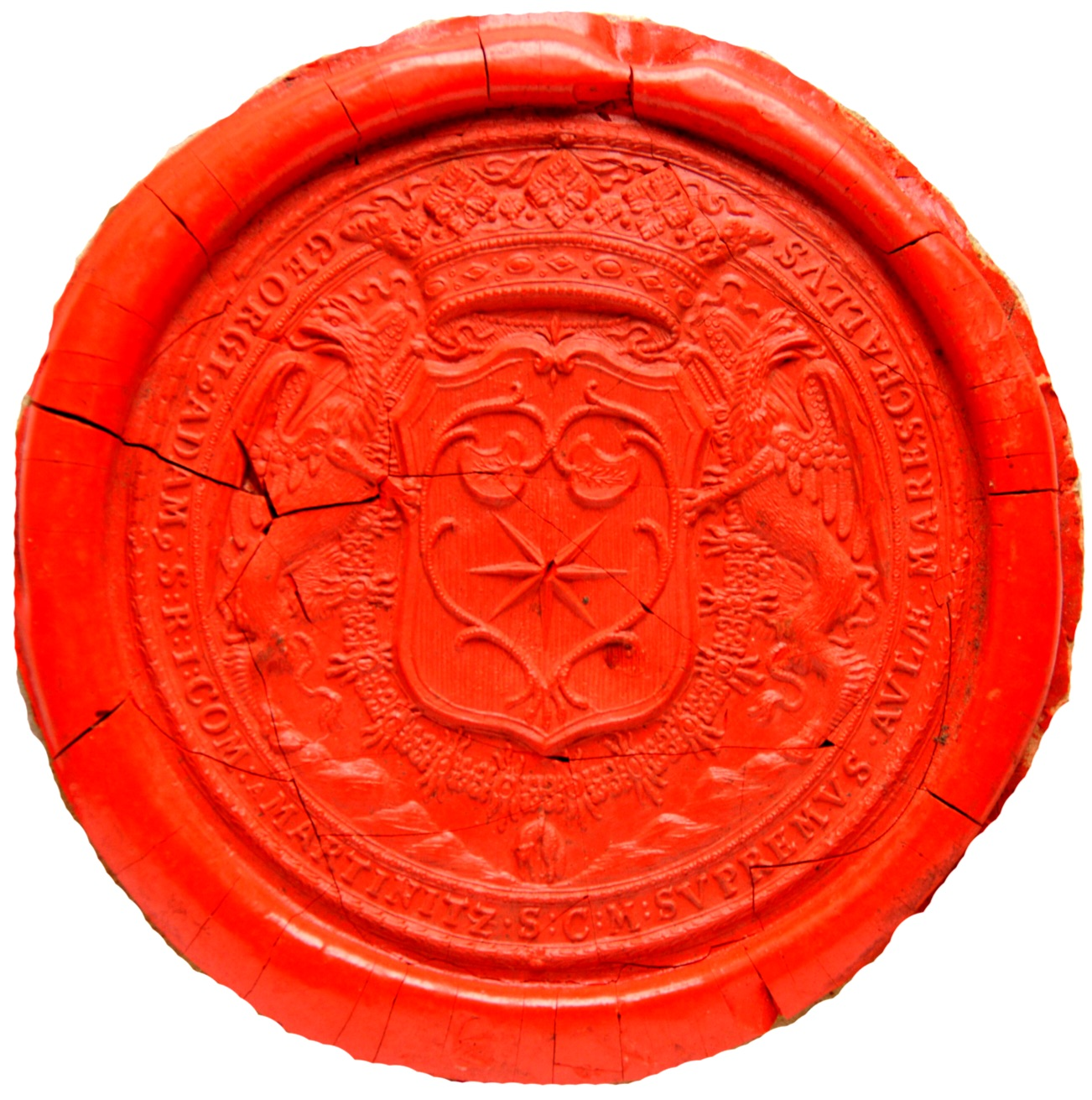
Pečeť Jiřího Adama II. z Martinic v říšské tajné radě v Praze

Narodil se jako druhorozený syn nejvyššího hofmistra Maxmiliána Valentina z Martinic (1612–1677) a jeho manželky Anny Kateřiny, rozené Bukůvkové z Bukůvky (1624–1685). Studoval práva v Praze, v rámci kavalírské cesty se nechal zapsat na univerzitu v Sieně (1671). V letech 1682–1683 byl pověřen diplomatickou misí v Itálii, kde měl sjednat podporu italských států pro válku s Turky. Na cestě po Itálii se mu kromě diplomatické podpory podařilo získat také značné finanční prostředky a válečný materiál, díky tomu dosáhl dlouholeté přízně Leopolda I. V létě 1685 byl krátce mimořádným vyslancem v Anglii s kondolencí k úmrtí Karla II. Mezitím byl jmenován císařským komořím a tajným radou, v letech 1693–1694 byl vyslancem v Polsku. V letech 1695–1700 byl stálým císařským velvyslancem u Svatého stolce v Římě. O důležitosti tohoto diplomatického postu pro habsburskou monarchii svědčí fakt, že Martinicův slavnostní vjezd do Vatikánu doprovázelo 300 kočárů, mimo jiné měl s sebou 90 osob sloužícího personálu. U papežského dvora se několikrát dostal do konfliktu kvůli protokolárním záležitostem, kdy pro sebe jako zástupce císaře požadoval výsadní postavení. Jeho vystupování bylo natolik razantní, že papežská kurie se poté dlouho bránila diplomatům českého původu. I když diplomatická služba byla zčásti placená dvorskou komorou, Martinic za reprezentaci v zahraničí utratil 300 000 zlatých, což jej značně zadlužilo.
Ještě během diplomatické mise v Římě získal Řád zlatého rouna (1697), po návratu do Vídně zaujal funkci nejvyššího maršálka císařského dvora (1701–1705), kde se zařadil ke stoupencům říšského místokancléře hraběte Kounice a nejvyššího hofmistra hraběte Harracha. Vrcholem jeho kariéry byl rok 1707, kdy byl jmenován místokrálem v Neapoli. Tímto jmenováním se však dostaly do sporu mocenské zájmy habsburských bratrů Josefa I. a Karla VI. a Martinic byl ještě téhož roku odvolán (oficiálně odstoupil ze zdravotních důvodů). Ve funkci dvorského maršálka jej později následoval mladší bratr Maxmilián Quidobald (1664–1733). Poté pobýval střídavě ve Vídni a na svých českých statcích. Zemřel v Praze a byl pohřben v katedrále sv. Víta v Martinické kapli.

## Majetkové poměry

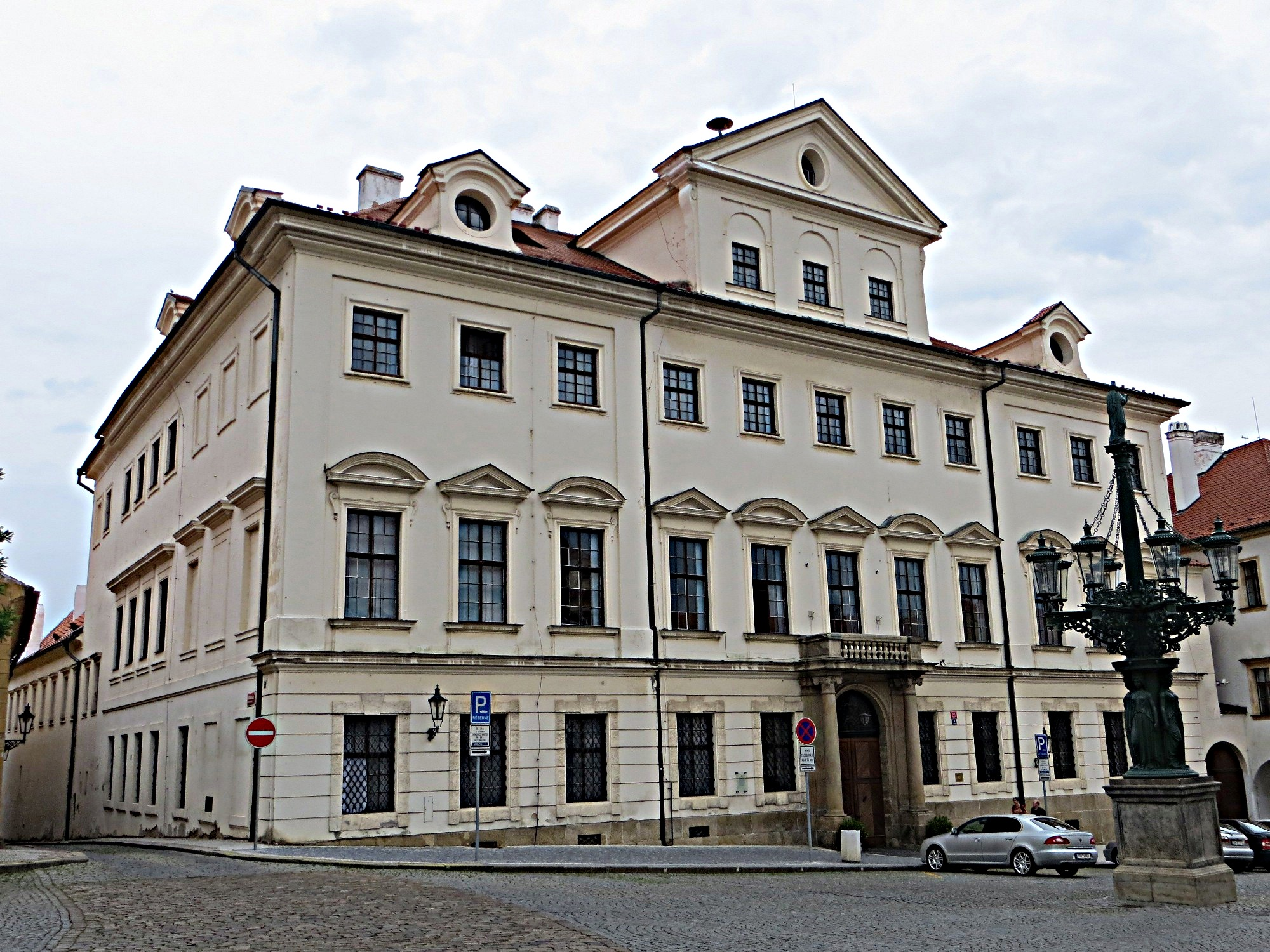
Nový Martinický palác v Praze

Jiří Adam II. z Martinic vlastnil několik panství ve středních, severních a západních Čechách, na svých statcích vyvinul značné stavební aktivity. Nejprve zdědil po otci v roce 1677 západočeskou Plánici, kde nechal počátkem 18. století postavit zámek. Na plánickém panství v téže době vznikl také malý barokní zámek v Lovčicích, pravděpodobně podle projektu K. I. Dientzenhofera. Po bezdětném starším bratru Jaroslavu Bernardovi pak v roce 1685 převzal hlavní rodové dědictví Smečno a Slaný. Kromě stavebních úprav smečenského zámku nechal v okolí Smečna postavit řadu drobných sakrálních památek a založil hospodářský dvůr Martinice. Mimoto v roce 1693 koupil panství Budenice nedaleko od Smečna, kde nechal dokončit nedostavěný zámek a příležitostně zde s rodinou sídlil. V letech 1700–1705 nechal dostavět Martinický palác na Hradčanech, projekt k této realizaci si přivezl z Říma od Carla Fontany.

## Pověst
Podle pověsti doplnil Jiří Adam II. Bořita z Martinic lidovou sbírku na postavení sochy ochránce nemocí hrdelních svatého Blažeje v Pacově u Žerotína a nechal namísto ní někdy po roce 1680 postavit kostelík. Stalo se tak na základě toho, že po napití se vody ze zdejší léčivé studánky jeho synovi Adolfovi Bernardovi z Martinic vyskočila zaskočená rybí kost, na kterou do té doby nic nepomohlo.

## Manželství a potomstvo

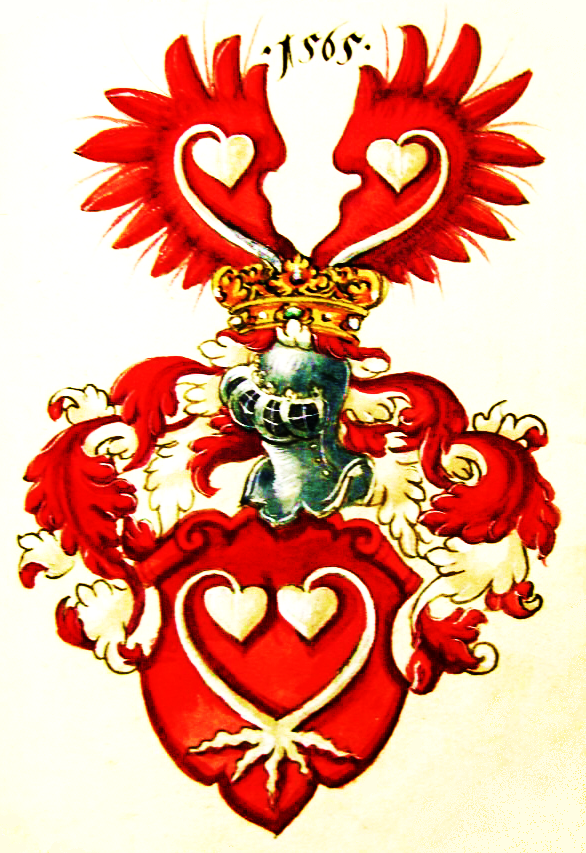
Erb Martiniců

Jiří Adam II. z Martinic se oženil dvakrát. Poprvé si vzal hraběnku Marii Felicitas ze Spauru a podruhé se oženil 6. dubna 1697 v Praze s hraběnkou Marií Josefou ze Šternberka (31. 10. 1668 – 28. 12. 1747), dcerou hraběte Oldřicha Adolfa Vratislava ze Šternberka, nejvyššího purkrabí Českého království. Z obou manželství pocházelo celkem jedenáct dětí, rodový majetek zdědili postupně synové Adolf Bernard (z prvního manželství) a František Michael (z druhého manželství). Z jejich kariéry ve státních službách i ze sňatků dcer je patrné vysoké postavení, jakého Martinicové v první polovině 18. století dosáhli.
- 1. Adolf Bernard (1679?–1735), nejvyšší maršálek a nejvyšší hofmistr[zdroj?] císařského dvora, rytíř Řádu zlatého rouna, ∞ 1705 Marie Alžběta hraběnka Jörgerová z Tolletu (1682–1740)
- 2. František Josef Adolf (1689–1711), c. k. komoří
- 3. Marie Anna (1691–1748), ∞ 1716 František Bedřich hrabě z Trauttmansdorffu (1689–1723), c. k. komoří, majitel panství Brandýs nad Orlicí
- 4. Marie Františka (1692–1768), ∞ Jan Josef hrabě Krakovský z Kolovrat (1691–1766), saský a polský komoří a tajný rada, polský vyslanec ve Španělsku, majitel panství Týnec
- 5. Václav (1699?–1720)
- 6. Marie Karolína (1701–1785), ∞ 1722 Filip Josef hrabě Kinský (1700–1749), diplomat, nejvyšší kancléř, majitel panství Česká Kamenice, Zlonice
- 7. Marie Zuzana Terezie (1703–1726), palácová dáma bavorského dvora v Mnichově, ∞ 1725 Josef František svobodný pán von Hasslang
- 8. František Michael (1704–1773), diplomat, místodržící Českého království, majitel panství Smečno, Slaný, 1. ∞ 1726 Marie Zuzana hraběnka Nosticová (1707–1758), 2. ∞ 1758 Marie Anna hraběnka ze Šternberka (1741–1819)
- 9. Marie Filipína (1705–1760), ∞ 1725 Maximilien Ulysess hrabě Browne (1705–1757), c. k. polní maršál, tajný rada, vrchní velitel v Českém království, majitel panství Cerekvice nad Bystřicí
- 10. Josef Antonín Zikmund (1710–1739), c. k. komoří, majitel panství Budenice
- 11. Marie Aloisie (1711–1756), jeptiška